# 普朗吕
普朗吕（法語：Planrupt，法語發音：[plɑ̃ʁy]）是法国上马恩省的一个市镇，属于圣迪济耶区。

## 地理
普朗吕（48°30'30"N, 4°47'1"E）面积8.33 平方千米，位于法国大東部大區上马恩省，该省份为法国东北部内陆省份，北起马恩省和默兹省，西接奥布省，西南接科多尔省，东南接上索恩省，东临孚日省。
与普朗吕接壤的市镇（或旧市镇、城区）包括：日福蒙-尚波贝尔、埃克拉龙-布罗库尔-圣利维埃、弗朗帕、拉波特迪代尔、里沃代尔瓦斯。

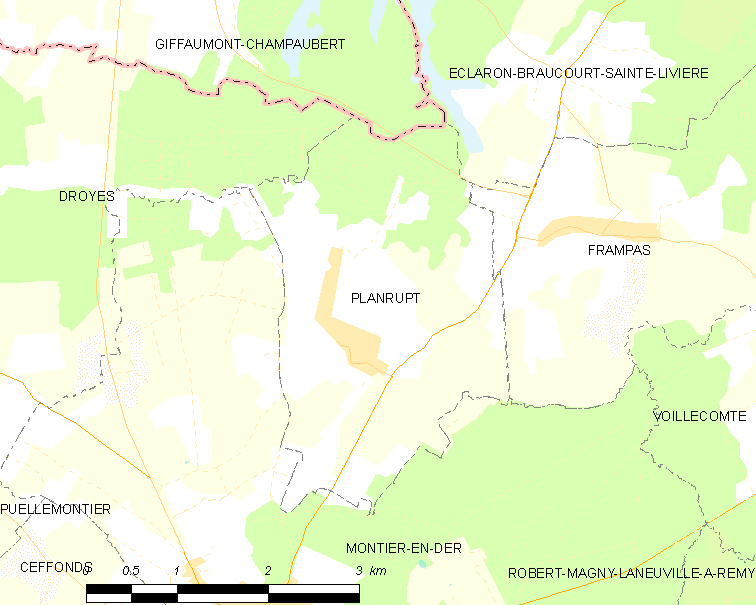
普朗吕的OSM定位图

普朗吕的时区为UTC+01:00、UTC+02:00（夏令时）。

## 行政
普朗吕的邮政编码为52220，INSEE市镇编码为52391。

## 政治
普朗吕所属的省级选区为瓦西县。

## 人口

1962-2008年间普朗吕人口变化图示

普朗吕于2022年1月1日时的人口数量为315人。